# تيتا زوزو (مسلسل)
تيتا زوزو هو مسلسل تلفزيوني مصري يعرض في شهر سبتمبر عام 2024، من بطولة إسعاد يونس، ندى موسى، إسلام إبراهيم، محمود البزاوي ونور محمود، من تأليف محمد عبد العزيز ومن إخراج شيرين عادل.

## قصة المسلسل
في إطار درامي اجتماعي، تتناول الأحداث قصة الجدة الأرملة زوزو التي كانت تعمل بالزراعة، ولديها ولدان وابنتان، حيث نتابع علاقتها بأحفادها، وتعاملها معهم ومع المشكلات التي يتعرضون لها.

## طاقم التمثيل
- إسعاد يونس: (زوزو - الدكتورة اعتزاز)
- إسلام إبراهيم: (رشدي)
- إيناس كامل
- محمد الكيلاني
- حمزة العيلي
- نور محمود
- محمود البزاوي
- جوليا كريم
- جودي مسعود
- عاطف عمار: (مدير سيف)
- ندى موسى
- بسمة داود
- صلاح عبد الله: (ضيف شرف)
- يوسف إسماعيل
- منار الهجرسي (ليلى)
- سمر علام
- إيمان يوسف: (ريناد)
- ميدو عبد القادر: (كريم سلامة)
- جنة عبد المنعم: (جنا)
- منار الهجرسي (ليلى)
- عابد عناني
- أحمد عنان
- چيدا مسعود
- منار الهجرسي (ليلى)[2]

## فريق العمل
- تأليف: محمد عبد العزيز
- إخراج: شيرين عادل
- إنتاج: سينرجي للإنتاج الفني، تامر مرسي